# Paula White
Paula White, celým jménem Paula Michelle White-Cain (rozená Furr; narozená 20. dubna 1966 v Tupelu, Mississippi) je americká charismatická evangelikální pastorka a teleevangelistka. Od roku 2000 je blízkou spolupracovnicí Donalda Trumpa, stala se jeho duchovní poradkyní v roce 2011.
White byla předsedkyní evangelikální poradní rady pro kampaň Donalda Trumpa v roce 2016. White pronesla modlitbu při jeho inauguraci 20. ledna 2017. White je první ženou z duchovního stavu, která pronesla inaugurační modlitbu. V listopadu 2019 ji Trump jmenoval zvláštní poradkyní pro iniciativu Víra a příležitost při Úřadu pro veřejné vztahy.
V roce 2025 byla jmenována ředitelkou nově vytvořené „Kanceláře pro víru při Bílém domě“.